# 室温
室温（しつおん）とは、部屋など屋内の温度のことである。
ただし以下に述べるように、自然科学の用語として用いられる場合があり、その場合は領域ごとに若干定義が異なる。常温も参照のこと。
英語では室温をroom temperatureという事から「RT」または「rt」と略記されることがある。

## 自然科学における室温

### 化学
化学において、「室温」とは外部系から加熱も冷却もしていない状態のことを指す。化学反応において反応熱により反応系中の温度が変化しうるが、外部から熱を加えたり冷却しない限りは室温中の反応と称される場合が多い。
同じ室温条件下であっても、温度が異なる場合がありうる。例えば室温における物質の三態は条件により異なる。日本では酢酸（融点16.7℃）は室温で液体であることが多く、教科書的には「酢酸は液体」と著される。一方で寒冷地では室温で固体である場合も多い。 

### 生物学・薬学
生物学や薬学などに置いても、特に基礎研究においては「室温」で実験が行われることがある。この場合、恒温動物の体温より10℃程度低く、それに伴い反応速度も遅くなる。「室温」といった場合、特定の温度が指定されているわけでもなく、研究室および季節によってその温度はまちまちであるが、その値を実際に計測し論文に書くことはあまりない。

### 物理学
物理学においては、絶対温度において切りのよい数字である 300K （27℃）が室温とされる場合が多い。

## 日本薬局方における室温
日本薬局方では、室温を1～30℃と定めている。なお常温は15～25℃としている。